# Кушулево
Кушулево  (баш. Көшөл)  (старое название: Старо-Кувашева  /Асяновская волость / Бирского уезда ) — село в Дюртюлинском районе Республики Башкортостан Российской Федерации. Входит в состав Такарликовского сельсовета. Расположен на правом берегу реки Куваш.

## География

### Географическое положение
Расстояние до:
- районного центра (Дюртюли): 8 км,
- центра сельсовета (Иванаево): 6 км,
- ближайшей ж/д станции (Буздяк): 125 км.

## История
(По  Асфандияров А.3. История сел и деревень Башкортостана и сопредельных территорий. )
В 1762 г. этой деревни еще не было, поскольку III ревизия не взяла ее на учет. Но в 1795 г. здесь проживало много тептярей — 150 человек. Следовательно, в промежутке этих лет и возникло данное поселение. В 1816 г. было 228, в 1834 г. - 294, в 1859 г. - 516, в 1870 г. - 557, в 1920 г. — 1070 тептярей и добавились мишари (215 дворов). Что касается мишарей, то их было в 1816 г. 4 человека (Кушелево), в 1834 г. их оказалось 150 человек (Старокувашево). Причем, они в данном селении проживают по владенной выписи с 1784 г.
В 1843 г. на мишарей приходилось пашни 200 десятин, сенокосных угодий — 100 десятин, а также 23 лошади, 19 коров, 14 овец, 6 коз. 7 дворов занимало под усадьбой 80 десятин земли. Была мельница. Мечети еще не было. В 1870 г. мечеть взята на учет, при ней действовала школа.
По СНМ 1870г /4-й стан
На 90 дворов указано жителей: 291/266 - башкиры. Мечеть, училище. Мельница водяная. 
По СНМ 1896г /5-й стан
на 122 двора указано 419/384 жителей. Мечеть, хлебозапасный магазин
Сборник статистических сведений по Бирскому уезду, 1899г. /Асяновская волость.
Деревня Старо-Кувашева:расположена по небольшому склону с востока к западу, в 55 верстах от уездного города, в 8 верстах от Асянова - главного места сбыта продуктов. При селении течет река Куваш, удобная для устройства мельниц. Население: башкиры-припущенники (бывшие военного звания), в числе 156 дворов и 252 ревизских душ. Надел получен от башкир-вотчинников Ельдякской волости по специальному плану 1891 г. Земля в 3-х участках: первый - пахотный, при селении, второй - лесной, в 10 верстах от него, и третий - пахотный, в 30 верстах. Изменения в угодьях: 4 десятин выгона отошли под усадьбу. Пашня на ровных скатах к реке Куваш; орошается рекой Наратлы-Куль, Такталы с притоком Маньязы. Почва: супесчаный чернозем, черного цвета, плотный, глубиною до 8 вершков; подпочва: на низких местах, красная глина, на высоких - песок. На полях встречаются сорные травы и галька. Севооборот: трехполье и двухполье. Сеют: рожь, овес, полбу, гречу, просо и горох. Удобрение практикуется. Пашут сабанами и сохами кунгурками. В селение 3 веялки. Огороды разводятся. Скотоводство хозяйственное. Скот пасется, кроме выгона, по пару, жнивью и в лесу. Лес в двух участках: первый - при деревне частью на востоке, по высокому ровному месту и на западе - по низкому месту, при реке Куваш; 2-й участок - за рекой Белой на высоком месте. Лесонасаждение густое. Пользуются по дележу, ежегодно по 200 квадратных сажень на 1 ревизскую душу. Избы топят дровами и хворостом. Оброчная статья: мельничное место (3 десятины) - сдается в аренду на 12 лет, с платой по 20 рублей в год. В селение есть 4 обдирки, принадлежащие отдельным хозяевам. Промыслы: плотничают, пилят бревна и дрова; зарабатывают ежегодно по 15 рублей. Большая часть населения арендует на краткий срок по-десятинно пахотные и сенокосные угодья, и только 10 человек из них сдают свою надельную пашню в аренду. Выгон присельный, расположен частью по низменному, частью же по возвышенному месту. Сенокос поемный и среди кустарника. Сена своего не хватает. 

По СНМ 1906г / Асяновская волость
бакалейная лавка, водяная мельница. На 168 дворов указано 502/476 жителей, основное занятие - земледелие. 
По подворной переписи крестьянских хозяйств Бирского уезда. 1914г
Старо-Кувашевское сельское общество, тептяри и мещеряки, припущенники, 223 двора с населением 561/511 мужчин и женщин. 
Обеспечение наличной и купчей землёю по хозяйствам без аренды:
хозяйств без земли - 4 ; до 3 десятин -0 ; от 3 до 5 десятин - 82 ; 5-10 десятин -53 ; 10-15 десятин -69; 15-20 десятин -7; 20-30 десятин -8; 30-40 десятин -0; и свыше 40 десятин -0 хозяйств. 
Распределение хозяйств по размерам землепользования, включая арендованную землю:
не пользующихся землёй -1 ; с землепользованием до 3 десятин -94 ; от 3 до 5 десятин -58 ; 5-10 десятин -47 ; 10-15 десятин -12; 15-20 десятин -6; 20-30 десятин -5; 30-40 десятин -0; и свыше 40 десятин -0 хозяйств. 
Общее количество скота на всё селение: 1704 голов. 
Распределение наличных хозяйств по лошадям:безлошадных -73 ; с 1 рабочей лошадью - 90 ; с 2 рабочими - 24 ; с 3 рабочими - 18 ; 4 и более - 18 хозяйств. 
Распределение наличных хозяйств по коровам: без коров - 86 ; с 1 коровой - 78 ; с 2 коровами -28 ; с 3 и более -31 хозяйство. 
Распределение наличных хозяйств по скотине в целом: без всякого скота - 40 ; с одним мелким скотом - 13 ; с одним крупным скотом -16 ; с крупным и мелким скотом -154 хозяйства. 
Пчеловодство: 2 хозяйства, имеют 7 ульев. 
Побочные промыслы: из 23 дворов 23 работника

На 1920г: 215 дворов и 524/546 жителей - тептяри и мещеряки; на 1926г - 171 двор.

## Население
| 2002 | 2009 | 2010 |
| ---- | ---- | ---- |
| 373  | ↗405 | ↗407 |

Согласно переписи 2002 года, преобладающая национальность — татары (82 %).

## Религия
В селе есть мечеть.

## Археология
Кушулевский III могильник это один из крупнейших некрополей пьяноборской культуры. Из 361 погребения выделяется 101 с предметами вооружения пьяноборского времени.